# Dunai Ferenc
Dunai Ferenc névvariáns: Dunay (Budapest, 1932. március 27. – 2024. április 2.) drámaíró, humorista, újságíró.

## Életpályája
1959–1963 között a népszerű Ludas Matyi magyar szatirikus folyóiratban jelentek meg szatírái és humoreszkjei. 
1966-ban az Egyesült Államokba emigrált; a Szabad Európa Rádió munkatársa lett. 
1982–1985 között családjával felváltva élt Svájcban és Franciaországban (Párizsban). 1985–1993 között az Amerika Hangja rádió munkatársa volt az Egyesült Államokban. 1993-ban nyugdíjba vonult. Ezután Angliában is élt és dolgozott.
Sacramentóban élt, alkalmanként ellátogatott Budapestre.

## A nadrág
1962-ben dramaturgként írta leghíresebb vígjátékát, A nadrágot. Ez a vígjáték igen népszerű volt Magyarországon. Moszkvában (150 előadás), később Nagy-Britanniában és az Egyesült Államokban (1964) is bemutatták. Az Egyesült Államokban "Az öltözködés fontossága" címen futott. 2015 óta "A nadrág" című darabja folyamatosan a budapesti Karinthy Színház színpadán áll. Bár az 1960-as években írta ezt a darabot, a témája nem avult el, és az utóbbi időben ismét aktuálissá vált. Ezt a darabot Ukrajnában is ismerik Jurij Kerekesh fordításában, amelyet 1989-ben készítettek a Maria Zankovetska nevét viselő Lvivi Ukrán Drámai Színház számára.

## Művei
- A nadrág (komédia, Pozsony, 1963)

## Színházi bemutatói
- A nadrág (színmű, Vígszínház, 1962; New York, 1964)
- Az asszony és pártfogói (Vígszínház, 1964)
- Sex, Politics and Stage Bedfellows (Szex, politika, furcsa barátságok) (Manhattan Theatre Ensemble, New York, 1980)
- The Parasol, Scarborough (Anglia, 1988)
- Párhuzamos pofonok (Nemzeti Színház, 1993)

## Fordítás
- Ez a szócikk részben vagy egészben  a(z)   Ференц Дунаї című ukrán Wikipédia-szócikk ezen változatának fordításán alapul.  Az eredeti cikk szerkesztőit annak laptörténete sorolja fel. Ez a jelzés csupán a megfogalmazás eredetét és a szerzői jogokat jelzi, nem szolgál a cikkben szereplő információk forrásmegjelöléseként.